# E. V. Murphree Award in Industrial and Engineering Chemistry
Der E. V. Murphree Award in Industrial and Engineering Chemistry ist ein Preis der American Chemical Society (ACS) in Technischer Chemie. Er ist mit 5000 Dollar dotiert und wird seit 1957 vergeben.
Er ist nach Eger Vaughan Murphree (1898–1962) benannt, einem US-amerikanischen Chemiker, der Ko-Entwickler des Fluid Catalytic Cracking war.

## Preisträger
- 1957 Warren K. Lewis
- 1958 DuBois Eastman
- 1959 Edwin R. Gilliland
- 1960 Neal R. Amundson
- 1961 Olaf A. Hougen
- 1962 Eugene J. Houdry
- 1963 Manson Benedict
- 1964 Bruce H. Sage
- 1965 Vladimir Haensel
- 1966 Richard H. Wilhelm
- 1967 Alfred Clark
- 1968 Melvin A. Cook
- 1969 Alex G. Oblad
- 1970 Peter V. Danckwerts
- 1971 Heinz Heinemann
- 1972 Paul B. Weisz
- 1973 Thomas K. Sherwood
- 1974 Herman S. Bloch
- 1975 Donald L. Katz
- 1976 James F. Roth
- 1977 Alexis Voorhies Jr.
- 1978 Donald F. Othmer
- 1979 John M. Prausnitz
- 1980 Milton Orchin
- 1981 George Alexander Mills
- 1982 Sol W. Weller
- 1983 Herman Pines
- 1984 Robert K. Grasselli
- 1985 Michel Boudart
- 1986 John H. Sinfelt
- 1987 Wolfgang M. H. Sachtler
- 1988 Jule A. Rabo
- 1989 Warren E. Stewart
- 1990 L. E. Scriven
- 1991 Richard Alkire
- 1992 Clarence D. Chang
- 1993 James J. Carberry
- 1994 Edwin N. Lightfoot
- 1995 Charles A. Eckert
- 1996 Eli Ruckenstein
- 1997 Arthur W. Westerberg
- 1998 Stanley I. Sandler
- 1999 Donald R. Paul
- 2000 J. Larry Duda
- 2001 John N. Armor
- 2002 George R. Lester
- 2003 Leo E. Manzer
- 2004 James E. Lyons
- 2005 Mark E. Davis
- 2006 Liang-Shih Fan
- 2007 Wolfgang F. Hölderich
- 2008 Georges Belfort
- 2009 Milorad P. Dudukovic (Mike Dudukovic)
- 2010 Gregory N. Stephanopoulos
- 2011 Norman N. Li
- 2012 Michael F. Doherty
- 2013 Esther S. Takeuchi
- 2014 Joan F. Brennecke
- 2015 Joseph Robert Zoeller
- 2016 Michael Thackeray
- 2017 Eleftherios Terry Papoutsakis
- 2018 Linda J. Broadbelt
- 2019 Hariklia Deligianni
- 2020 Enrique Iglesia
- 2021 Yong Wang
- 2022 Joseph M. DeSimone
- 2023 Qinghuang Lin
- 2024 Rakesh Agrawal
- 2025 Christopher W. Jones[1]